# Diego Steven Gómez
No confundir con el exfutbolista colombiano Diego "Rasguño" Gómez.
Diego Steven Gómez Maldonado (Bogotá, Colombia, 21 de octubre de 1988) es un futbolista colombiano. Juega como centrocampista y actualmente está inactivo porque se encuentra sin equipo.

## Trayectoria

### Fortaleza
Debutó con el Fortaleza, durante las 4 temporadas que estuvo allí se destacó a tal punto que aún óstenta el récord de ser el segundo jugador con más presencias con el equipo Atezado siendo superado solo por Omar Rodríguez. Con esta casaca hizo parte del primer ascenso en 2013.

### Tigres
Llegó al equipo Cundinamarques a mediados del 2015, siendo partícipe del ascenso a la categoría A.

## Clubes
| Club             | País     | Año           | Partidos | Goles |
| ---------------- | -------- | ------------- | -------- | ----- |
| Fortaleza CEIF   | Colombia | 2011 - 2015   | 120      | 22    |
| Tigres           | Colombia | 2015 - 2017   | 77       | 9     |
| Atlético Huila   | Colombia | 2018          | 29       | 6     |
| Patriotas Boyacá | Colombia | 2019          | 8        | 1     |
| La Equidad       | Colombia | 2019          | 6        | 1     |
| Tigres           | Colombia | 2020          | 12       | 4     |
| Unión Magdalena  | Colombia | 2021-presente |          |       |

## Palmarés
- Ascenso a Primera División con Fortaleza en 2013.
- Ascenso a Primera División con Tigres en 2016.